# Urzecze (stacja kolejowa)
Urzecze (biał. Урэчча; ros. Уречье) – stacja kolejowa w miejscowości Urzecze, w rejonie lubańskim, w obwodzie mińskim, na Białorusi. Położona jest na linii Osipowicze – Baranowicze. Jedyna stacja kolejowa w rejonie lubańskim obsługująca ruch pasażerski.
Stacja powstała w 1907 jako stacja krańcowa linii z Osipowicz. Do 1915 pozostawała ślepa.